# Ammospiza
Ammospiza is een geslacht van vogels uit de familie van de  Amerikaanse gorzen. Het geslacht telt 4 soorten.

## Soorten
- Ammospiza caudacuta  – Spitsstaartgors
- Ammospiza leconteii  – Lecontes gors
- Ammospiza maritima  – Kweldergors
- Ammospiza nelsoni  – Nelsons spitsstaartgors